# Kiliann Sildillia
Kiliann Eric Sildillia (Montigny-lès-Metz, 16 de mayo de 2002) es un futbolista francés que juega como defensa en el PSV Eindhoven de la Eredivisie.

## Trayectoria
Es canterano del F. C. Metz. El 26 de junio de 2020, el S. C. Friburgo de la Bundesliga anunció su fichaje con un contrato de tres años. Debutó como profesional con el equipo de reserva del club el 13 de agosto de 2021 en una derrota liguera por 5-2 contra el Borussia Dortmund II.

## Selección nacional
Es un ex internacional juvenil francés.

## Vida personal
Nacido en Francia, es de ascendencia guadalupeña.

## Estadísticas

### Clubes
Actualizado al último partido disputado el 3 de noviembre de 2024.
| Club                         | Div.          | Temporada     | Liga  | Liga  | Copas nacionales | Copas nacionales | Copas internacionales | Copas internacionales | Total | Total |
| Club                         | Div.          | Temporada     | Part. | Goles | Part.            | Goles            | Part.                 | Goles                 | Part. | Goles |
| ---------------------------- | ------------- | ------------- | ----- | ----- | ---------------- | ---------------- | --------------------- | --------------------- | ----- | ----- |
| F. C. Metz II Francia        | 5.ª           | 2019-20       | 7     | 0     | —                | —                | —                     | —                     | 7     | 0     |
| F. C. Metz II Francia        | Total club    | Total club    | 7     | 0     | 0                | 0                | 0                     | 0                     | 7     | 0     |
| S. C. Friburgo II · Alemania | 4.ª           | 2020-21       | 36    | 7     | —                | —                | —                     | —                     | 36    | 7     |
| S. C. Friburgo II · Alemania | 3.ª           | 2021-22       | 14    | 1     | —                | —                | —                     | —                     | 14    | 1     |
| S. C. Friburgo II · Alemania | Total club    | Total club    | 50    | 8     | 0                | 0                | 0                     | 0                     | 50    | 8     |
| S. C. Friburgo · Alemania    | 1.ª           | 2021-22       | 7     | 0     | 2                | 0                | —                     | —                     | 9     | 0     |
| S. C. Friburgo · Alemania    | 1.ª           | 2022-23       | 27    | 0     | 4                | 0                | 7                     | 0                     | 38    | 0     |
| S. C. Friburgo · Alemania    | 1.ª           | 2023-24       | 27    | 0     | 2                | 0                | 9                     | 1                     | 38    | 1     |
| S. C. Friburgo · Alemania    | 1.ª           | 2024-25       | 3     | 0     | 0                | 0                | —                     | —                     | 3     | 0     |
| S. C. Friburgo · Alemania    | Total club    | Total club    | 64    | 0     | 8                | 0                | 16                    | 1                     | 88    | 1     |
| Total carrera                | Total carrera | Total carrera | 121   | 8     | 8                | 0                | 16                    | 1                     | 145   | 9     |

## Palmarés

### Títulos nacionales
| Título                        | Club          | País         | Año  |
| ----------------------------- | ------------- | ------------ | ---- |
| Supercopa de los Países Bajos | PSV Eindhoven | Países Bajos | 2025 |